# Пародия Хазельберга
Паро́дия Хазельберга, или Бразиликактус Хазельберга (лат. Parodia haselbergii, или Brasilicactus haselbergii) — кактус из рода Пародия, выделяется некоторыми систематиками в род Бразиликактус.

## Описание
Стебель приплюснуто-шаровидный, до 10 см высотой и 12 см в диаметре. Рёбер 30-40, они слабо выражены, в основании желтоватые, к концу белые. Бугорки с ареолами часто сидят как бы на самом стебле, так что его поверхность густо покрыта мягкими белыми колючками.
На ареоле более 20 колючек, они белые, щетинковидные, до 1 см длиной. Лишь условно можно выделить 3-5 центральных колючек желтоватой окраски.
Цветки около 2 см длиной и в диаметре, воронковидные, красные или оранжевые. Цветки появляются ранней весной, распускаются по нескольку и долго остаются раскрытыми.
Подвид Пародия Гресснера (Parodia haselbergii subsp. graessneri) ранее выделялся в самостоятельный вид.
Стебель шаровидный, верхушка сильно приплюснута, желтовато-зелёный с бронзовым отливом, до 10 см высотой и 12 см в диаметре. Рёбер 50-60, они слабо выражены, разделены на мелкие бугорки.
Все колючки золотисто-жёлтые, щетинковидные, длиной около 2 см. Центральных колючек 4-6, они темнее и крепче; радиальных — около 60.
Цветки до 2 см длиной и в диаметре, желтовато-зелёные.

## Распространение
Эндемик бразильского штата Риу-Гранди-ду-Сул.

## Синонимы

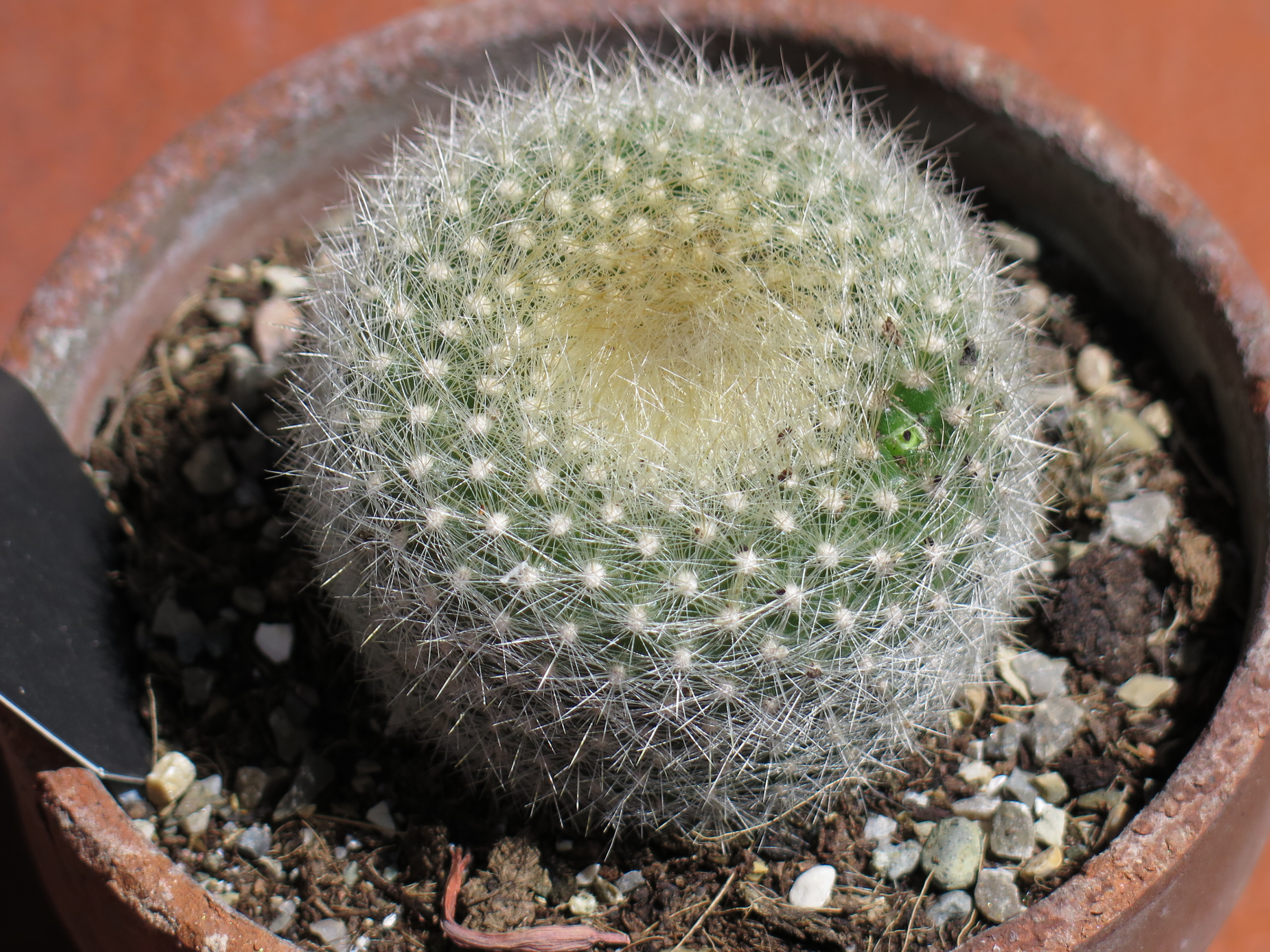
Пародия Хазельберга

- Notocactus elachisanthus
- Brasilicactus elachisanthus
- Parodia elachisantha
- Echinocactus elachisanthus
- Malacocarpus haselbergii
- Notocactus haselbergii
- Echinocactus haselbergii
- Brasilicactus haselbergii
- Echinocactus graessneri
- Malacocarpus graessneri
- Parodia graessneri
- Brasilicactus graessneri
- Notocactus graessneri